# BRP Leopoldo Regis (PG-847)
Le BRP Leopoldo Regis (PG-847) est le dernier patrouilleur de classe Conrado-Yap (en) issue de la classe Haksaeng de la République de Corée encore en service dans la marine philippine. C'est la dernière unité des dix acquises en 1993.

## Classe Conronado Yap
Elle comprenait dix navires  :
- BRP Conrado Yap (PG-840) : retiré du service
- BRP Teodorico Dominado Jr. (PG-842)  : retiré du service
- BRP Cosme Acosta (PG-843) : retiré du service
- BRP Jose Artiaga (PG-844 : retiré du service
- BRP Nicanor Jimenez (PG-846)  : retiré du service
- BRP Leopoldo Regis (PG-847) : retiré du service
- BRP Leon Tadina (PG-848) : retiré du service
- BRP Loreto Danipog (PG-849)  : retiré du service
- BRP Apollo Tiano (PG-851)  : retiré du service
- BRP Sulpicio Fernandez (PG-853)  : retiré du service

### Note et référence
- (en) Cet article est partiellement ou en totalité issu de l’article de Wikipédia en anglais intitulé « Conrado Yap-class patrol craft » (voir la liste des auteurs).